# Jeremy Sisto

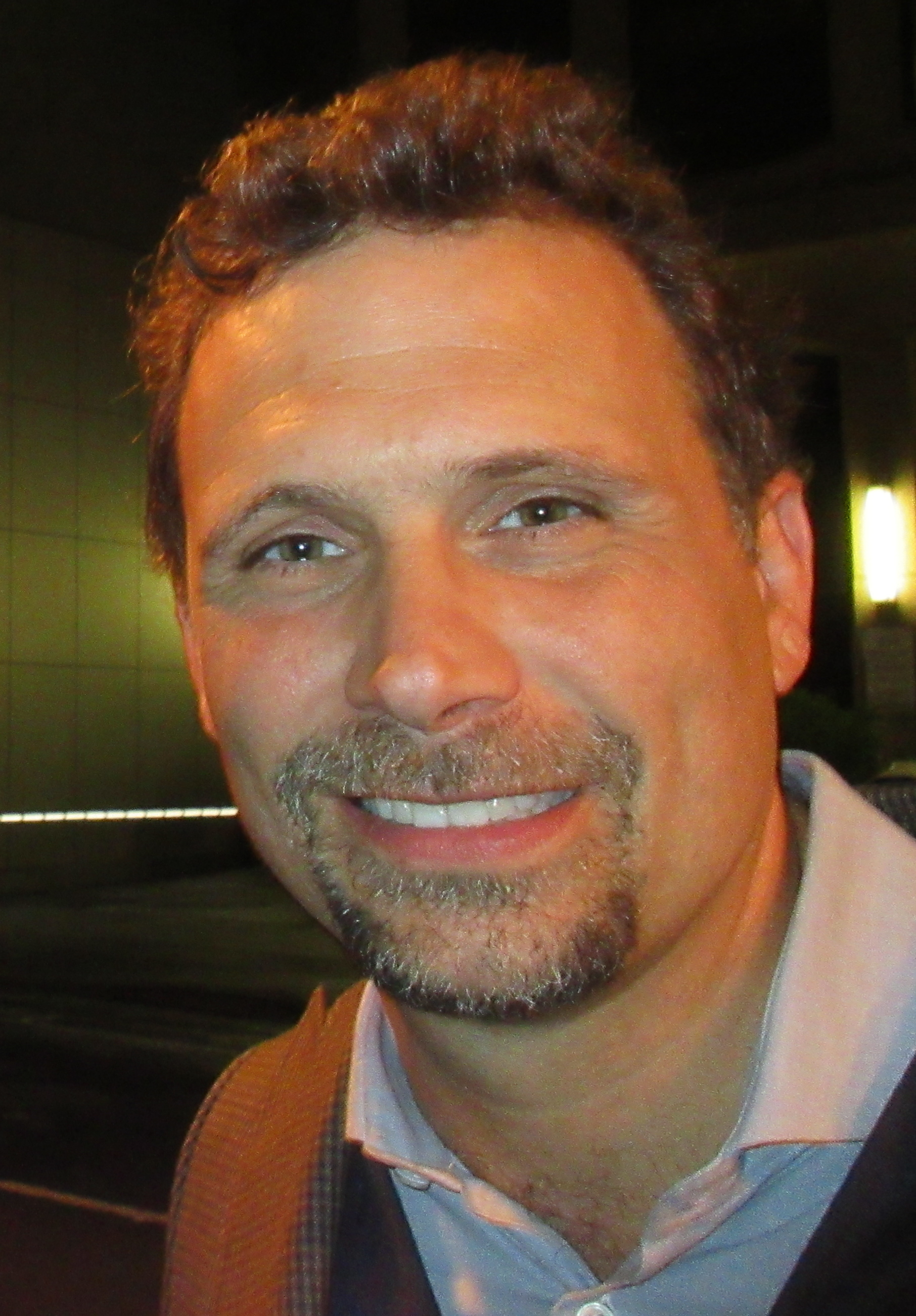
Jeremy Sisto, 2018

Jeremy Merton Sisto (* 6. Oktober 1974 in Grass Valley, Kalifornien) ist ein US-amerikanischer Schauspieler und Filmproduzent.

## Leben und Karriere
Jeremy Sisto wuchs in Grass Valley, einer kleinen Stadt in Nordkalifornien auf. Seine Eltern sind der Jazz-DJ Dick Sisto und die Schauspielerin Reedy Gibbs. Seine Schwester Meadow Sisto (* 1972) ist ebenfalls Schauspielerin.
Jeremy studierte zunächst an der University of California (UCLA) in Los Angeles, bevor er 1991 in Lawrence Kasdans Film Grand Canyon – Im Herzen der Stadt an der Seite von Schauspielern wie Kevin Kline, Danny Glover und Steve Martin sein Debüt gab. 1995 spielte er an der Seite von Alicia Silverstone die Rolle des Elton Tiscia in der Teeniekomödie Clueless – Was sonst! sowie in dem Film Moonlight and Valentino unter anderem neben Jon Bon Jovi und Kathleen Turner.
Dass Sisto auch für die Darstellung „ernster“ Charaktere geeignet ist, bewies er 1996 in Ridley Scotts Abenteuerfilm White Squall – Reißende Strömung neben Jeff Bridges, Scott Wolf und Ryan Phillippe in der Rolle des Außenseiters Frank Beaumont und 1999 als Jesus von Nazaret in Die Bibel – Jesus unter der Regie von Roger Young. Zwei Jahre später übernahm Sisto erneut eine historische Rolle in Uli Edels Film Julius Caesar, in dem er die Titelrolle darstellte. 2004 wirkte er in dem Film U-Boat neben Til Schweiger, Thomas Kretschmann und Scott Caan mit. Zusammen mit seiner Schwester Meadow stand Sisto in Don’s Plum vor der Kamera; in weiteren Rollen traten Leonardo DiCaprio, Tobey Maguire und Kevin Connolly auf.
Mit seiner 2003 gegründeten Produktionsfirma Dima Entertainment produzierte er 2005 seinen ersten eigenen Spielfilm In Memory of My Father.
Die Rolle des Billy Chenowith in der US-amerikanischen Fernsehserie Six Feet Under – Gestorben wird immer verhalf ihm bisher zu seiner größten Popularität.
Mit Beginn des Jahres 2008 und der 18. Staffel trat Sisto in der Justizserie Law & Order als Detective Cyrus Lupo auf und spielte diese Rolle bis zur Einstellung der Serie im Mai 2010 über insgesamt drei Staffeln. Untypischerweise war er bereits unmittelbar zuvor in der letzten Folge der 17. Staffel noch in einer Nebenrolle als Rechtsanwalt zu sehen gewesen, ehe man ihm dann, nach einer vom Autorenstreik der Writers Guild of America im Jahr 2007 verursachten fast achtmonatigen Zwangspause für die Serie, die Hauptrolle eines Detectives übertrug. Seine deutsche Synchronstimme als Cyrus Lupo war David Nathan. Im Jahr 2011 bekam Sisto in der Comedyserie Suburgatory die Hauptrolle des George Altman (Synchronsprecher: Torben Liebrecht), ein Vater, der mit seiner Tochter (Jane Levy) von Manhattan in die idyllische Vorstadt zieht.
Sisto war einige Zeit mit Reese Witherspoon liiert, bis er am 30. August 1993 die Schauspielerin Marisa Ryan heiratete. Die Ehe hielt neun Jahre. Am 21. Juni 2002 ließ sich das Paar scheiden. Die Beziehung blieb kinderlos. Er ist seit dem 13. Oktober 2009 mit Addie Lane verheiratet; ihr erstes gemeinsames Kind, eine Tochter, wurde im Juni 2009 geboren. Im März 2012 wurden Jeremy Sisto und Addie Lane Eltern eines Sohnes.

## Trivia
Sisto war 1997 als Jack Dawson für James Camerons Titanic geplant. Es existiert lediglich eine Testaufnahme mit ihm und Kate Winslet.

## Filmografie (Auswahl)
- 1991: Grand Canyon – Im Herzen der Stadt (Grand Canyon)
- 1994: The Crew – Fahrt ins Ungewisse (The Crew)
- 1994: Bundles – Ein Hund zum Verlieben (The Shaggy Dog, Fernsehfilm)
- 1995: Hideaway – Das Versteckspiel (Hideaway)
- 1995: Clueless – Was sonst! (Clueless)
- 1995: Moonlight and Valentino (Moonlight & Valentino)
- 1996: White Squall – Reißende Strömung (White Squall)
- 1996/2001: Don’s Plum
- 1997: Bongwater
- 1997: Suicide Kings (Suicide Kings)
- 1998: Abraham Lincoln – Die Ermordung des Präsidenten (The Day Lincoln Was Shot)
- 1998: Alles nur Sex (Some Girl)
- 1998: Grenzenlos (Without Limits)
- 1998: Leben und lieben in L.A. (Playing by Heart)
- 1999: Die wilden Sechziger (The ’60s, Fernsehfilm)
- 1999: Die Bibel – Jesus (Jesus, Fernsehfilm)
- 2001: Angel Eyes
- 2001: Outer Limits – Die unbekannte Dimension (Fernsehserie, 1 Folge)
- 2001–2005: Six Feet Under – Gestorben wird immer (Six Feet Under)
- 2002: May
- 2002: Julius Caesar (Fernsehfilm)
- 2003: Dreizehn (Thirteen)
- 2003: Wrong Turn
- 2004: One Point Zero – Du bist programmiert (One Point 0, auch: Paranoia 1.0)
- 2004: U-Boat (In Enemy Hands)
- 2004: Dead and Breakfast (Dead & Breakfast)
- 2004: The Heart Is Deceitful Above All Things
- 2005: The Nickel Children
- 2005: So was wie Liebe (A Lot Like Love)
- 2006: Population 436
- 2006: Unknown
- 2006–2007: Kidnapped – 13 Tage Hoffnung (Kidnapped)
- 2007: Jennas Kuchen – Für Liebe gibt es kein Rezept (Waitress)
- 2007: The War Prayer (Kurzfilm)
- 2007: Numbers – Die Logik des Verbrechens (NUMB3RS, Fernsehserie)
- 2007–2010: Law & Order (Fernsehserie)
- 2008: Gardens of the Night
- 2011–2014: Suburgatory (Fernsehserie)
- 2012: Air Force One Is Down (Fernsehfilm)
- 2015: Hangman
- 2015: The Returned (Fernsehserie)
- 2016: The Other Side of the Door
- 2016: Love Is All You Need?
- 2017: Ferdinand – Geht STIERisch ab! (Ferdinand, Stimme)
- 2017: The Long Road Home (Miniserie, 5 Folgen)
- seit 2018: FBI (Fernsehserie)
- 2019: Die Eiskönigin II (Frozen II, Stimme)
- 2020: FBI: Most Wanted (Fernsehserie, 1 Folge)
- 2021–2022: FBI: International (Fernsehserie, 3 Folgen)